# Historia Kowalskich
Historia Kowalskich – polski dokument fabularyzowany w reżyserii Arkadiusza Gołębiewskiego i Macieja Pawlickiego wyprodukowany w 2009 r.

## Fabuła filmu
Film nawiązuje do zbrodni popełnionej przez Niemców w Starym Ciepielowie i Rekówce. Jesienią 1942 roku Adam i Bronisława Kowalscy z Ciepielowa ukrywają swych sąsiadów przed okupantami. 6 grudnia 1942 roku o świcie oddział żandarmerii otacza domy Polaków, podejrzewanych o ukrywanie Żydów.

## Obsada
- Maja Barełkowska − Bielecka
- Artur Lis − Adam Kowalski
- Jolanta Grusznic-Nowicka − Bronisława Kowalska
- Wenanty Nosul − Icek Trangiel
- Ewelina Gnysińska − Elka Cukier
- Maciej Rayzacher − Mordechaj Pineches
- Jerzy Pożarowski − Obuchiewicz
- Stefan Knothe − ksiądz Barski
- Ireneusz Dydliński − dziennikarz
- Mikołaj Muller − Abraham Sankowicz
- Dymitr Hołówko − rabin Herszek Epsztajn
- Krzysztof Gostkiewicz − Berek Pineches
- Wiesława Gutowska-Siemianowska − żona Pinechesa
- Wojciech Glanc − Carl Bruno
- Andrzej Pośniak − Kuczkiewicz
- Marianna Janczarska − Heńka Kordula
- John Weisgerber − Bierner
- Jarosław Góral − Skoczylas
- Rafał Żabiński − Tomasz Kordula
- Wojciech Kwiatkowski − Kosior
- Małgorzata Maślanka − Obuchiewiczowa
- Juliusz Dzienkiewicz − Samuel Pineches
- Julia Chatys − Zosia Kowalska
- Izabela Januszko − Janka Kowalska
- Ludwika Sobieraj − Tereska Kowalska
- Mateusz Michalski − Janek Kowalski
- Katarzyna Kownacka − krawcowa
- Sylwia Stępień − młoda Żydówka
- Mirosław Szczypek − Dawid Sankowicz
- Wojciech Sitek − Adaśko
- Jeremiasz Wiśniewski − Szlamka
- Mateusz Staniszewski − Janek Kosior
- Małgorzata Fus − Kosiorowa
- Krzysztof Fus − Władek Kosior
- Krzysztof Fus − Mietek Kosior
- Zuzanna Wróblewska − Zosia Kordula
- Karolina Gułajska − Skoczylasówna
- Karolina Pasoń − Ryfka
- Aleksandra Gołębiewska − Żydówka w kościele
- Bartosz Przyborowski − Stefan Kowalski
- Karol Kozłowski − Henio Kowalski
- Jan Morgan − Mietek Kosior
- Michał Mrozowski − Marian Kosior
- Bianka Lis − Tadzio Kowalski
- Rafał Dudkiewicz − fotograf Pinechesów
- Matylda Krajewska − Halinka Obuchiewicz
- Kazimiera Bednarczyk − Marianna Kiścińska
- Cezary Grabowicz − sołtys
- Zbigniew Januszko − Władek Obuchiewicz
- Waldemar Czechowski − fotograf Kowalskich